# Azov Dolphins Mariupol
Gli Azov Dolphins Mariupol sono una squadra di football americano di Mariupol', in Ucraina.

## Dettaglio stagioni

### Tornei nazionali

#### Campionato

##### ULAF Top Liga/ULAF League One (primo livello)
| Stagione | regular season | regular season | regular season | regular season | regular season | regular season | playoff | playoff | playoff | playoff | playoff | playoff          | playoff          |
|          | Vin            | Par            | Per            | Tot            | PF             | PS             | Vin     | Per     | Tot     | PF      | PS      | risultato        | avversaria       |
| -------- | -------------- | -------------- | -------------- | -------------- | -------------- | -------------- | ------- | ------- | ------- | ------- | ------- | ---------------- | ---------------- |
| 2018     | 3              | 0              | 3              | 6              | 104            | 123            | 0       | 1       | 1       | 0       | 26      | Wild Card        | Mykolaiv Vikings |
| 2020     | 1              | 0              | 1              | 2              | 33             | 39             | 0       | 1       | 1       | 0       | 18      | Quarti di finale | Vinnytsia Wolves |
| Totale   | 4              | 0              | 4              | 8              | 137            | 162            | 0       | 2       | 2       | 0       | 44      |                  |                  |

Fonti: Enciclopedia del Football - A cura di Roberto Mezzetti

##### ULAF Perša Liga (primo livello)
Questo torneo - pur essendo del massimo livello della propria federazione - non è considerato ufficiale.
| Stagione | regular season | regular season | regular season | regular season | regular season | regular season | playoff | playoff | playoff | playoff | playoff | playoff   | playoff    |
|          | Vin            | Par            | Per            | Tot            | PF             | PS             | Vin     | Per     | Tot     | PF      | PS      | risultato | avversaria |
| -------- | -------------- | -------------- | -------------- | -------------- | -------------- | -------------- | ------- | ------- | ------- | ------- | ------- | --------- | ---------- |
| 2015     | 3              | 0              | 3              | 6              | 156            | 172            | -       | -       | -       | -       | -       | -         | -          |
| Totale   | 3              | 0              | 3              | 6              | 156            | 172            | -       | -       | -       | -       | -       |           |            |

Fonti: Enciclopedia del Football - A cura di Roberto Mezzetti

##### ULAF League One (secondo livello)
| Stagione | regular season | regular season | regular season | regular season | regular season | regular season | playoff | playoff | playoff | playoff | playoff | playoff       | playoff    |
|          | Vin            | Par            | Per            | Tot            | PF             | PS             | Vin     | Per     | Tot     | PF      | PS      | risultato     | avversaria |
| -------- | -------------- | -------------- | -------------- | -------------- | -------------- | -------------- | ------- | ------- | ------- | ------- | ------- | ------------- | ---------- |
| 2019     | 5              | 0              | 1              | 6              | 196            | 102            | -       | -       | -       | -       | -       | Secondo posto | -          |
| Totale   | 5              | 0              | 1              | 6              | 196            | 102            | -       | -       | -       | -       | -       |               |            |

Fonti: Enciclopedia del Football - A cura di Roberto Mezzetti

##### Divizion C
| Stagione | regular season | regular season | regular season | regular season | regular season | regular season | playoff | playoff | playoff | playoff | playoff | playoff     | playoff              |
|          | Vin            | Par            | Per            | Tot            | PF             | PS             | Vin     | Per     | Tot     | PF      | PS      | risultato   | avversaria           |
| -------- | -------------- | -------------- | -------------- | -------------- | -------------- | -------------- | ------- | ------- | ------- | ------- | ------- | ----------- | -------------------- |
| 2016     | 2              | 0              | 4              | 6              | 96             | 118            | -       | -       | -       | -       | -       | Terzo posto | -                    |
| 2017     | 6              | 0              | 0              | 6              | 192            | 34             | 2       | 0       | 2       | 68      | 10      | Campioni    | Belaja Tserkov Hawks |
| Totale   | 8              | 0              | 4              | 12             | 286            | 152            | 2       | 0       | 2       | 68      | 10      |             |                      |

Fonti: Enciclopedia del Football - A cura di Roberto Mezzetti

## Palmarès
- 1 Divizion C (2017)